# 查梅因·克里
查梅因·克里（英語：Charmaine Cree，1952年—），澳大利亚女子田径运动员。她曾代表澳大利亚参加1980年夏季残疾人奥林匹克运动会田径比赛，获得一枚金牌、一枚银牌和三枚铜牌。